# آگیوس نیکولائوس (کرت)
آگیوس نیکولائوس (به لاتین: Agios Nikolaos) یک شهرک در یونان است که در آگیوس نیکولائوس واقع شده‌است.